# جان كاسيا
جان كاسيا (بالإنجليزية: Jean Kaseya)‏‏ (22 أكتوبر 1970 في كولويزي - ) طبيب، وصحة عمومية من جمهورية الكونغو الديمقراطية. يشغل منصب المدير العام للمراكز الإفريقية لمكافحة الأمراض والوقاية منها في إفريقيا منذ فبراير 2023. يقوم على تعزيز الأمن الصحي في القارة الإفريقية ويُشرف على الوظائف السياسية والاستراتيجية والفنية بالمنظمة. لديه خبرة في مجال الصحة العامة يزيد عن 25 عامًا. شغل مناصب هامة على الصعيدين المحلي والدولي في مُختلف المجالات، العامة والخاصة والخيرية.

## وصلات خارجية
- أخنوش يتباحث مع المدير العام للمراكز الافريقية لمكافحة الأمراض.
- جان كاسيا، رئيس المراكز الأفريقية لمكافحة الأمراض والوقاية منها: "أعلن بقلب مثقل أن جدري القردة حالة طوارئ صحية عامة تهدد الأمن على مستوى القارة".